# Ekerekeme Agiomor
Ekerekeme Agiomor (16 dicembre 1994) è un lottatore nigeriano, specializzato nella lotta libera.

## Biografia
È stato campione continentale nei 79 chilogrammi ai campionati africani di Port Harcourt 2018 e vincitore della medaglia di bronzo nei 79 chilogrammi a quelli di Hammamet 2019 e negli 86 chilogrammi a quelli di Algeri 2020
Il 4 aprile 2021 ha vinto il Torneo di qualificazione olimpico degli 86 chilogrammi per la zona Africa e Oceania disputato ad Hammamet, assicurandosi un posto ai Giochi olimpici estivi di Tokyo 2020.

## Palmarès
| Anno | Manifestazione      | Sede          | Evento | Risultato | Note |
| ---- | ------------------- | ------------- | ------ | --------- | ---- |
| 2018 | Campionati africani | Port Harcourt | 79 kg  | Oro       |      |
| 2019 | Campionati africani | Hammamet      | 79 kg  | Bronzo    |      |
| 2020 | Campionati africani | Algeri        | 67 kg  | Bronzo    |      |

## Altre competizioni internazionali
2021
- Oro negli 86 kg nel Torneo di qualificazione olimpico Africa e Oceania ( Hammamet)